# 猿ヶ京関所

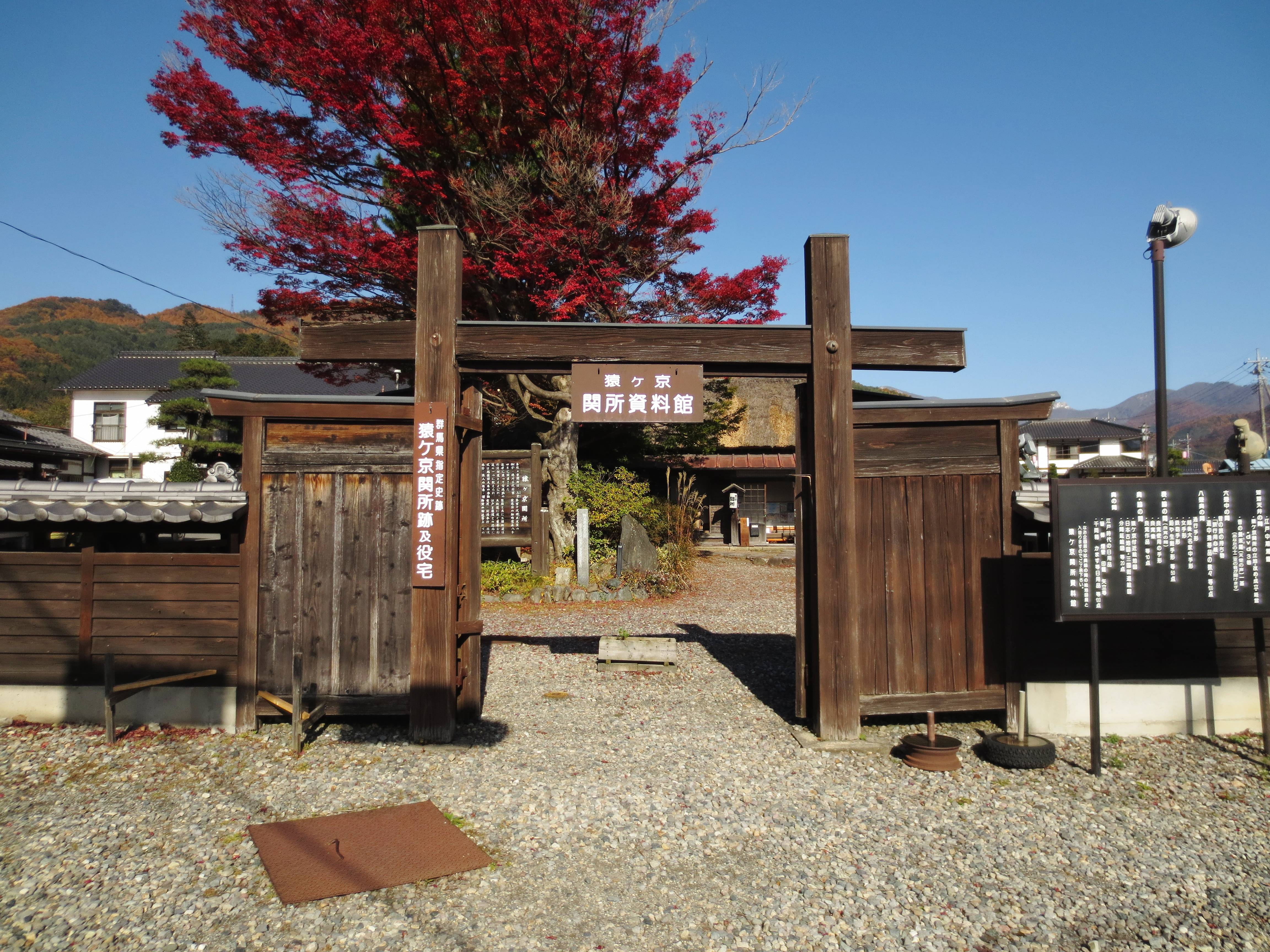
猿ヶ京関所跡

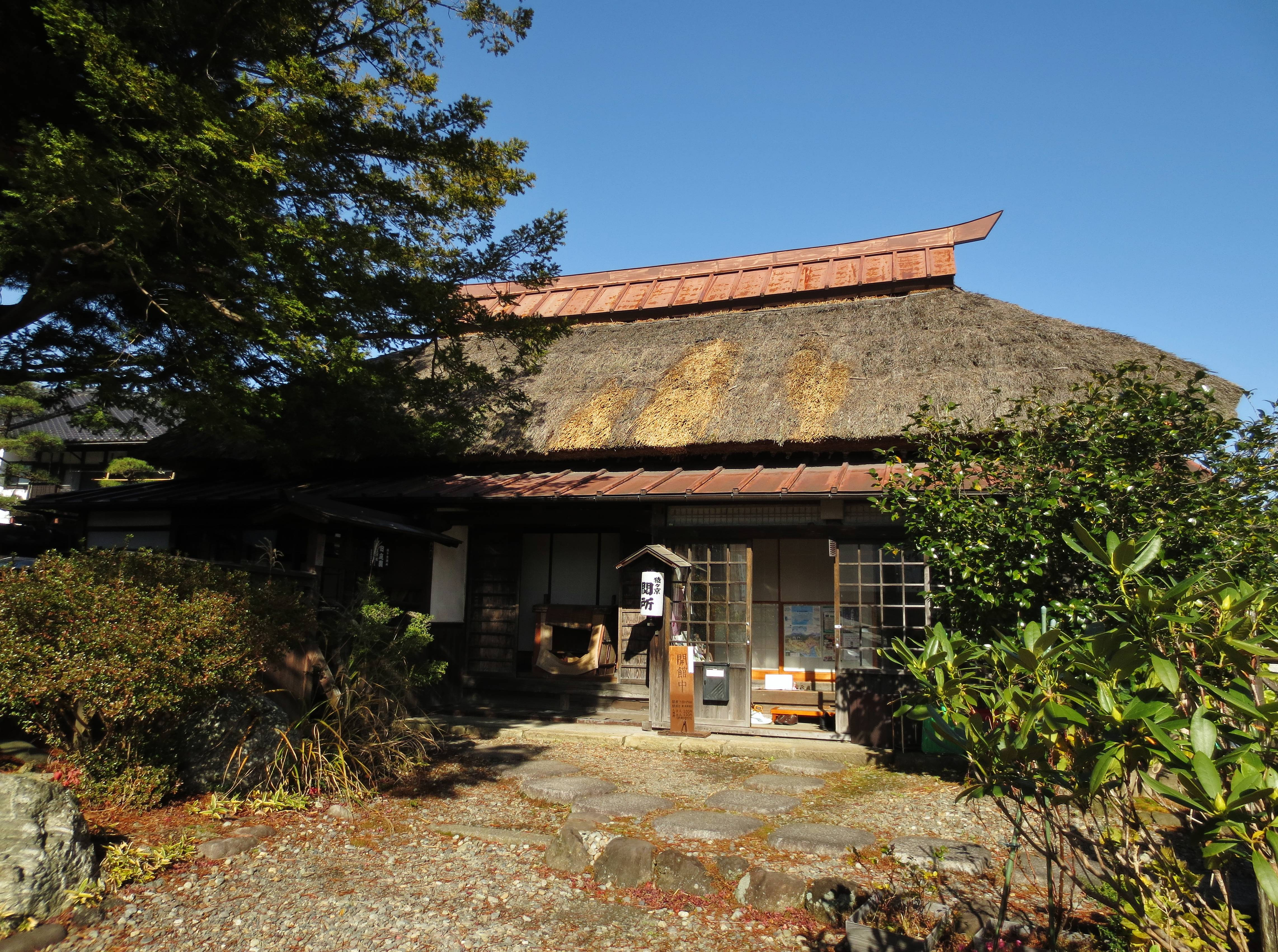
猿ヶ京関所資料館

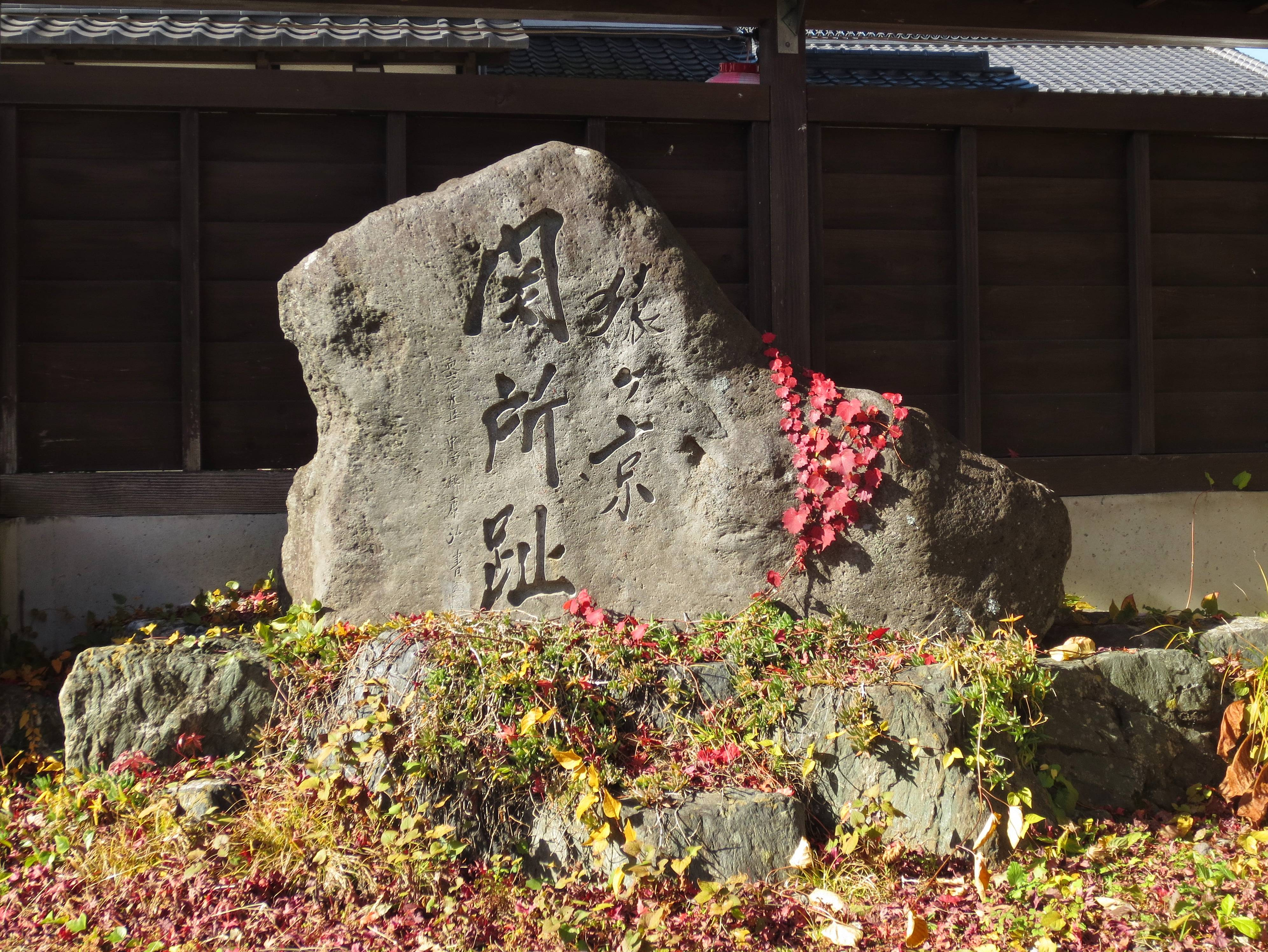
猿ヶ京関所址石碑

猿ヶ京関所（さるがきょうせきしょ）は、江戸時代、三国街道の相俣宿と永井宿の間に置かれた関所。永井宿の先の三国峠を越えて上越国境を往来する者を取り締まるため、現在の群馬県利根郡みなかみ町猿ヶ京温泉に設置された。跡地は群馬県指定史跡となっており、現存している役宅は猿ヶ京関所資料館として公開されている。

## 概要
北は谷川岳まで連なる険峻な山岳地帯、南と東は西川と赤谷川に面し、相俣宿から赤谷川を渡って急坂を登った地点に関所が設けられていた。現在は相俣ダムの建設によって上り坂の街道は赤谷湖に沈んでいる。
関所の構造は、東（相俣側）に御門、西（永井側）に内御門が置かれ、その間7間の北側に関屋、南側に牢屋があり、関屋のさらに北側に役宅が建てられていた。
他の関所同様、入鉄砲・出女を特に厳しく取り締まったが、地元の猿ヶ京・相俣・永井・吹路・富士新田・合瀬の6か村の狩人は鉄砲を持って通過することが許されていた。

## 歴史
「星野氏代々覚書記」によれば、慶長5年（1600年）、関ヶ原の戦い後に上杉景勝の関東への侵入を防ぐために越後口に設置された関所として猿ヶ京の名が挙げられている。しかしこの時に設けられた関所は一時的なものに過ぎなかったと考えられている。
「須川村古記録」によれば寛永8年（1631年）に江戸幕府が検使を派遣して関所を設置したとされており、関所の開設時期としてはこれが有力視されている。
ほかには「猿ヶ京関所明細記」に見える万治2年（1659年）設置説があるが、寛永9年（1632年）の湯檜曽番所の開設よりも遅くなるため、疑問が呈されている。
三国街道が上越国境の幹線となり、猿ヶ京関所が設置されたため、最短ルートである清水峠越え道は通行が禁止され、湯檜曽（みなかみ町湯桧曽）に口留番所が置かれた。
当初は沼田藩主・真田氏によって管理されていたが、天和元年（1681年）に真田信利が改易されたため、それ以降は幕府代官の管理下に置かれた。関所番人は真田氏の旧臣4家（片野・戸部・高野・木村）が世襲し、それぞれ切米20俵2人扶持が与えられ2人ずつ30日交替で勤務した。
慶応4年（1868年）9月、岩鼻県知県事・大音龍太郎によって猿ヶ京関所の廃止が言い渡された。